# Конёво (деревня, Костромская область)
Не следует путать с селом Конёво, также расположенном в Конёвском сельском поселении Шарьинского района
Конёво — деревня в Шарьинском районе Костромской области России. Административный центр Конёвского сельского поселения.

## География
Деревня расположена на берегу реки Ветлуги.

## История
Впервые упоминается в 1616 году, как починок Конево с двумя крестьянскими дворами.
Согласно Спискам населенных мест Российской империи в 1872 году деревня относилась к 2 стану Ветлужского уезда Костромской губернии. В ней числилось 35 дворов, проживало 137 мужчин и 124 женщины. В деревне имелся маслобойный завод.
Согласно переписи населения 1897 года в деревне проживало 334 человека (135 мужчин и 199 женщин).
Согласно Списку населенных мест Костромской губернии в 1907 году деревня относилась к Глушковской волости Ветлужского уезда Костромской губернии. По сведениям волостного правления за 1907 год в ней числилось 73 крестьянских двора и 424 жителя. Основным занятием жителей деревни, кроме сельского хозяйства, был лесной промысел.

## Население
| 2008 | 2010 | 2014 | 2024 |
| ---- | ---- | ---- | ---- |
| 292  | ↘263 | ↗295 | ↘229 |